# El Número Nueve - Gabriel Omar Batistuta
El Número Nueve - Gabriel Omar Batistuta è un film documentario italiano del 2019, diretto da Pablo Benedetti e con protagonista Gabriel Batistuta.

## Trama
Il documentario ripercorre la vita del calciatore, tra i successi nelle squadre Fiorentina, Roma e Inter, senza trascurare la vita privata assieme alla moglie Irina Fernández.

## Distribuzione
Il trailer è uscito il 22 ottobre 2019. Il Film è distribuito sulle piattaforme VOID Amazon Prime, Sky Italia e Chili. Nel 2020 è stato candidato ai Nastri d'argento 2020, nella sezione documentari Cinema del Reale.

## Critica
El Numero Nueve - Gabriel Omar Batistuta ha ricevuto recensioni che hanno apprezzato fondamentalmente il connubio tra i successi calcistici di Batigol e le sue vicissitudini personali e familiari